# 댈러스 그랑프리

페어 파크 (1984년)

댈러스 그랑프리(영어: Dallas Grand Prix)는 댈러스의 F1 경주이다. 미국 텍사스주 댈러스의 페어 파크에서 기최되었다 1989년 애디슨 공항으로 개최지를 변경했으며, 1993년 리유니언 아레나로 다시 개최지가 변경되었다.

## 같이 보기
- 미국 그랑프리